# Annemieke van Kappel
Annemieke van Kappel (Bussum, 9 juli 1964) is een voormalig Nederlands softbalster.
Van Kappel kwam uit voor het eerste damesteam van HCAW, waarmee ze diverse landstitels en Europacups won, en was tevens international van het Nederlands damessoftbalteam (1985-1990) waarvoor zij 71 officiële interlandwedstrijden speelde.
Ze nam verder deel aan: 
Haarlemse Softbal Weken (1985, 1987, 1989),
World Games (1985),
Wereldkampioenschappen (1986, 1990),
Europese Kampioenschappen (1986, 1988, 1990),
Intercontinental Cup (1989).
Van Kappel werd in 1991 vanwege haar verdiensten voor de softbalsport opgenomen in de Hall of Fame van de European Softball Federation. Van 1997 tot 1999 was zij assistent-coach van het Nederlands damessoftbalteam. Sinds 2013 is zij instructeur van de softbalschool van HCAW, zij is tevens erelid van deze vereniging.